# 한문
한문(漢文)은 고전 문어체 중국어를 말한다. 약 20세기 초반까지 동아시아 지역의 서면어 역할을 하였다.

## 중국
중국에서는 현대 중국어로 고문(古文) 혹은 문언문(文言文)이라고 한다.
황하 유역에서 비롯한 중국 문명은 한자를 낳아 한자로 자신들의 언어를 기록하는 문화를 발달시켰다. 그러나 한자는 다른 언어를 이용하는 복수의 문화 집단에게도 수용되었기 때문에, 중국 문명권 안에서 민족과 부족을 초월한 공통의 문어가 형성되어 갔다. 이것을 한문의 탄생이라고 말할 수 있다. 최초의 장기적인 안정 통일 정권인 한나라에는 중앙과 지방과의 문서 교환을 위해 한문법을 확립하였고, 그 뒤 중국에서는 이 한나라의 전통적인 문법에 따라 문장이 쓰이게 되어, 시대나 지역에 따른 구어의 다양성이 높음에도 불구하고, 문어인 한문의 문법상 변화는 적었다.
물론, 회화체 수준에서는 변화가 크고, 또 지역차도 있었지만, 이러한 변화가 문장체에 영향을 미치지는 않았으며, 오히려 여러 구어를 이야기하는 한인은 공통 문어인 한문에 의해서 이어질 수 있었다. 반대로 각 지역의 구어 발전은 한문으로부터 강한 영향을 받아서 중국어(보통화, 광둥어, 타이완어 등)는 물론, 본래는 다른 계통의 언어인 베트남어, 일본어, 한국어 등도 포함하여 현저한 지역차를 가지면서도 일정한 공통성을 가진 언어군(한자문화권)의 형성으로 이어졌다고 생각할 수 있다.
근세로 들어가면서, 중국에서도 민중 문화가 꽃 피게 되어, 민중의 회화체(백화문)를 도입한 소설 등이 쓰이기도 했다. 그러나, 결코 관료의 정론이나 상류 계급의 문학 작품과 같은 것에 받아들여지지는 않았다. 20세기 초에는, 중국에서는 량치차오, 후스 등의 활약에 의해 백화문이라 불리는 구어체 기반의 문체가 시도되었다. 이로써 현대 표준 한어문(중국어 보통화)이 확립되었다. 현대 중국어문도 한자를 늘어 놓고 쓴다는 점에서는 한문과 같고, 문법적으로도 한문과 꽤나 유사하다. 하지만 현대 한어문을 전통적 한문이라고 부르지 않는 견해가 꽤 있다.
한문은 고대 중국어의 글말이 그대로 전해져 내려온 것이기 때문에 정체자로 쓴다. 참고로 간체자는 비교적 가까운 시기인 1960년대 중국공산당의 주도로 만들어진 간략화한 한자이다.
또, 한문으로 쓰인 중국의 서적은 한문 서적으로 불린다. 거기에는 현대 중국의 서적은 포함되지 않는다.

## 일본
일본 한문은 일본 내에서 일본인들의 생각, 논리에 맞춰 변형된 일본화한 한문이다. 똑같은 중국의 한문이나, 여러 가지 구독점과 보조 부호를 사용하여 한문을 일본어로 번역하여 읽는다. 이것을 読み下し 요미쿠다시[*]라고 하며, 일본 국어 교과에 포함되어 있다. 이는 한국 한문의 현토나 한글토, 석독구결과 유사한 양상을 보인다.

## 한문학

### 한국
기원전 2세기경 한자가 전래된 이후 2천여년간 한자 문화가 새로운 외국 문화로 수용되어 이를 바탕으로 고도의 세련된 문화를 이룩했다. 그리고 중국에서 전래된 한자의 사용으로 이제까지 구송된 역사·문학을 정착시켰다.

### 고구려
삼국 중 중국에 가장 가까운 고구려는 대략 3세기인 산상왕 때부터 위·오와 교통했으므로 많은 문물과 함께 한적을 가져왔을 것으로 추측되며, 그 일례로 광개토왕릉비문이 남아 있어 그 웅대한 판도와 아울러 찬란한 문물을 짐작케 한다.
또 기록에 따르면 애초에 《유기》(留記) 백 권의 사기(史記)가 있었는데 영양왕 때인 600년, 이문진이 〈신집〉(新集) 5권으로 요약하였으나, 현존하지는 않는다. 또한 고구려의 명장 을지문덕의 오언고시 〈여수장우중문시〉는 수나라의 가슴을 서늘하게 하던 늠름한 무인다운 면목이 엿보인다.

#### 광개토왕릉비문
고구려 제20대 장수왕 2년(414년)에 그 아버지 광개토왕의 비를 세우고 비에 그의 사적을 새겼다. 이 비는 만포진 건너편 만주 지안 현(중국어: 輯安縣)에 있는데, 높이 24자(尺)에 고구려 임금 대대의 계통과 광개토왕이 나라를 크게 일으킨 역사를 예서로 새겼다. 이는 한민족에 한자가 전래된 연대와 한국 한자 글씨의 본을 아는 데 도움이 된다.

### 백제
백제는 육상으로 고구려의 영향을 받았겠지만 나중에는 해상으로 중국과 연락하여 문화 교류가 활발했고, 중국의 동오, 일본과도 교역하여 그 문화적 수준이 높았다. 근구수왕 1년(375년)에는 박사 고흥이 《서기》가 펴내었고, 그 당시 박사 왕인(王仁)은 일본에 《천자문》, 《논어》를 전래시켜 일본 문화에 획기적인 변혁을 가져오게 했다.

### 신라
신라는 고구려나 백제와 비슷한 시대에 한자가 전래되었으리라고 추측되나, 신라의 거칠부가 《국사》를 수찬한 것은 진흥왕 6년(545년)이므로 백제보다 2세기나 뒤졌음을 알 수 있다. 신라의 한문학 작품인 진덕여왕의 《치당태평송》은 비록 굴욕적인 송시이나 외교 문학의 소산으로 현재까지 전한다. 또 한문학의 전래와 함께 당나라에 많은 유학생을 보내어 새로운 지식과 문화를 받아들이는 데 힘썼다. 그리하여 이름이 전하는 한문학자로서는 태종무열왕 때의 강수를 비롯하여 강수(强首), 제문(帝文), 수진(守眞), 양도(良圖), 풍훈(風訓), 골번(骨番) 등이 있고, 신라 《국사》를 수찬한 거칠부 등은 그 사적은 없어졌으나 영원히 이름을 기억할 만한 사람들이다.

## 참고 문헌
- 이 문서에는 다음커뮤니케이션(현 카카오)에서 GFDL 또는 CC-SA 라이선스로 배포한 글로벌 세계대백과사전의 "삼국시대 문학의 특성" 항목을 기초로 작성된 글이 포함되어 있습니다.

## 같이 보기
- 간분 (일본 한문)
- 구결
- 한국어의 한자어
- 한월어
- 필담